# Daniel Stefanik
Daniel Stefanik est un DJ et producteur allemand de musique électronique.

## Biographie
Adolescent, Stefanik joue d'abord de la batterie, puis se tourne vers la musique électronique à partir du milieu des années 1990. En tant que DJ, il joue surtout de la techno de Détroit. Il fait ensuite ses premières apparitions dans des clubs comme le Tresor de Berlin ou la Strasse E de Dresde. Après avoir déménagé à Leipzig, il devient DJ résident au Distillery ou au club Zooma de Plauen, entre autres.
En collaboration avec Matthias Tanzmann, les premières productions sont réalisées à partir de 2003 sous le nom de Tanzmann und Stefanik et paraissent sur le label Moon Harbour Recordings, basé à Leipzig. Après son premier album solo Silent Whisper (2005), encore publié en format numérique, son premier album vinyle Reactivity sort en 2008 sur Statik Entertainment. En 2012, il sort son troisième album, Confidence, sur le label Cocoon Recordings de Sven Väth. En 2014, Genesis, un nouvel album fortement marqué par la techno de Détroit, sort sur Statik Entertainment.
En tant que remixeur, il a notamment fourni des réarrangements pour des morceaux de Marko Fürstenberg (Rennes Le Châteaux, 2005), Shed (Connex, 2006), Onur Özer und Mathias Kaden (Synkope, 2007) ou Pan-Pot feat. Cari Golden (Captain My Captain, 2011). Avec son remix pour Butch (No Worries, 2011), Stefanik est élu « meilleur remixeur de l'année » par les lecteurs du magazine musical Groove.

## Discographie partielle

### Albums studio
- 2005 : Silent Whisper (Instabil)
- 2008 : Reactivity (Statik Entertainment)
- 2012 : Confidence (Cocoon Recordings)
- 2014 : Genesis (Statik Entertainment)

### Singles et EP
- 2003 : Them People (avec Matthias Tanzmann, Moon Harbour Recordings)
- 2005 : Extra EP (avec Pan-Pot, Mobilee)
- 2005 : Move Me (Moon Harbour Recordings)
- 2005 : The Call (avec Matthias Tanzmann, Dessous Recordings)
- 2005 : Like Shrubbery? (avec Matthias Tanzmann, Moon Harbour Recordings)
- 2005 : Suite L.E. (1Bit Wonder/Instabil)
- 2006 : Starless Reshapes (Statik Entertainment)
- 2006 : Window Smasher EP (Cargo Edition)
- 2006 : Starless (Statik Entertainment)
- 2006 : Basic Needs (avec Matthias Tanzmann, Moon Harbour Recordings)
- 2007 : Borderline EP (avec Sven Tasnadi, Cargo Edition)
- 2008 : The Madcap Laughs EP (Freude am Tanzen)
- 2009 : Stretchcat 00 (Stretchcat)
- 2009 : Two.Zero.Zero.Nine (Oh! Yeah!)
- 2010 : Transmediale (Statik Entertainment)
- 2010 : Powers Of The Deep (Be Chosen)
- 2010 : In Days Of Old Pt.1 (Kann Records)
- 2011 : Dambala Experience (Dambala Experience)
- 2011 : Nocturnal (Cocoon Recordings)
- 2011 : In Days Of Old Pt. 2 (Kann Records)
- 2011 : Ultrascall/If You Lose My Number (mit Vivianne Project, Harry Klein Records)
- 2012 : Dambala Experience #2 (Dambala Experience)
- 2013 : In Days of Old Pt.3 (Kann Records)
- 2014 : Signs  (Cocoon Recordings)
- 2015 : Urban Force – The Outer Space Connections (Ornaments)
- 2015 : I Wonder (Cocoon Recordings)
- 2015 : Aftermath EP (Dissonant)
- 2015 : DLSK – Subterraneans EP (Raum Musik)
- 2016 : Volta (mit Matthias Tanzmann, Moon Harbour Recordings)
- 2016 : Numbers Part 1 (mit Thomas Stieler, Rotary Cocktails Recordings)
- 2016 : DLSK – Can You Get That Together (Growin Music)
- 2017 : Strange in Stereo (Ace Up My Sleeve Records)
- 2017 : Instincts EP (Tronic Music)
- 2017 : Deep Inside (Moon Harbour Recordings)
- 2021 : André Galluzzi & Daniel Stefanik – Blue Fern EP (Invade Records)
- 2021 : André Galluzzi & Daniel Stefanik / Extrawelt – 20 Years Cocoon Recordings (Cocoon Recordings)